# Tanar de Pellucidar
Tanar de Pellucidar est le troisième roman de l'écrivain américain Edgar Rice Burroughs, paru en 1929, et qui appartient au cycle de Pellucidar. 
Selon le concept de Burroughs, Pellucidar est un continent situé à l'intérieur de la Terre. Peuplé d'animaux préhistoriques et habité par des peuplades n'ayant pas dépassé l'âge de pierre, il a été découvert par l'ingénieur des mines David Innes. Après avoir aidé les tribus primitives à se libérer des Mahars, il les a réunies dans une sorte de fédération sur laquelle il règne en empereur paternel et débonnaire (voir Au cœur de la Terre et L'Empire de David Innes).

## Résumé
Jason Gridley est un jeune Californien passionné de la radio qui reçoit un jour un appel de détresse venant de Pellucidar signé Abner Perry et racontant ce qui s'est passé.
Un peuple inconnu de pirates, nommé les Korsars, a envahi une partie de l'Empire de David Innes avec leurs galions et leurs mousquets. David a envoyé une armée pour les contrer. Les Korsars ont retraité mais en emportant des prisonniers dont Tanar, fils de Ghak le Chevelu, roi de Sari. David organise une expédition pour tenter de les secourir. Il est accompagné de Ja d'Anoroc et d'un pirate capturé qui leur sert de guide.
À bord du bateau pirate, Tanar fait la connaissance de ses geôliers, dont le Cid, qui est leur chef, et son second, Bohar le Sanguinaire. Il y a également Stellara, la fille du Cid, qui semble avoir de la compassion pour lui. Une tempête décime la flotte et les pirates sont obligés d'abandonner leur navire, laissant à bord Tanar et Stellara, qui n'ont pas voulu descendre dans les chaloupes. Celle-ci avoue alors à son nouveau compagnon qu'elle n'est pas la fille du Cid mais que sa mère a été enlevée par les Korsars alors qu'elle était déjà enceinte.
Ils abordent bientôt à l'île d'Amiocap, d'où vient la jeune fille. Ils sont faits prisonniers par ses habitants qui refusent de croire en l'histoire de Stellara. Profitant d'une attaque de mammouths sur le village, ils s'enfuient. Lors d'un arrêt, ils sont attaqués par un Coriopi, un être hideux de l'île qui vit sous la terre. Tanar parvient à le tuer. Ils tombent bientôt sur un chasseur amiocapien qui se trouve être Fédol, véritable père de Stellara qui la reconnaît grâce à une tache identique que les deux portent sur l'épaule. Les deux évadés sont bien accueillis au village de Fédol, qui est plus tard attaqué par une bande de Korsars menés par Bohar le Sanguinaire. Ceux-ci enlèvent Stellara. En les poursuivant, Tanar tombe entre les mains des Coriopis, le peuple souterrain qui s'empare d'humains pour les dévorer. Avec l'aide d'un autre prisonnier, Jude de l'île voisine de Hime, il parvient à s'évader. En sortant de la grotte des Coriopis, ils tombent sur Bohar le Sanguinaire et sur Stellara. Au terme d'un affrontement, Tanar tue le Korsar.
Les trois ex-captifs retournent vers le village de Fédol mais, profitant du sommeil de Tanar, Jude enlève Stellara et s'enfuit avec elle en canot vers son île natale de Hime. Tanar les suit. Il est accueilli, dans Hime, par un peuple plutôt querelleur, et le chef de la tribu, Scurv, songe même à le tuer. Gura, sa fille, fait part à Tanar du projet de son père et les deux s'enfuient. Celle-ci le conduit au village de Jude où Tanar parvient à arracher Stellara des griffes de son ravisseur.
Malheureusement, ils sont aussitôt repris par les Korsars qui les emmènent dans leur pays. Au palais du Cid, Tanar a la surprise de découvrir que David Innes et Ja d'Anoroc ont également été faits prisonniers. Le Cid leur promet la vie sauve s'ils lui fabriquent de la bonne poudre à fusil. Quelques semaines plus tard, Tanar, Stellara, Ja, David et Gura parviennent à s'enfuir en se dirigeant vers le nord. La température devient de plus en plus froide et David acquiert bientôt la certitude qu'une ouverture au pôle permet de se rendre à Pellucidar. Revenant vers le sud, ils tombent sur une patrouille Korsar, et Tanar, David et Stellara sont de nouveau capturés. David et Tanar sont enfermés séparément dans un cachot d'où aucune lumière ne filtre et où ils sont condamnés à finir leurs jours. Tanar parvient cependant à sortir de sa cellule en creusant un trou qui le fait aboutir à l'entrepôt du palais. Emmenant Stellara avec lui, il parvient à Sari où l'attendent Ja et Gura. 
Recevant ce message, Jason Gridley décide de partir au secours de David, toujours prisonnier des Korsars.

## Éditions

### Éditions originales
- Titre : Tanar of Pellucidar.
- Parution en magazine : Blue Book (mars à août 1929).
- Parution en livre : Metropolitan Books (1929).

### Éditions françaises
- Tanar de Pelucidar, OPTA (1967).
- Tanar de Pellucidar, Temps Futurs (1982).
- Tanar de Pellucidar, in Le cycle de Pellucidar 1, Lefrancq (1997).
- Tanar de Pellucidar, PRNG Editions (2017)